# Trettach-Trio
Das Trettach-Trio aus Oberstdorf gehörte zu den bekanntesten Vertretern der Allgäuer Trio-Musik. Gegründet wurde das Trettach-Trio im Jahre 1950 von Ludwig Speiser (genannt „Wiggi“, * 17. Dezember 1934 in Oberstdorf, † 21. August 2015 ebenda) zusammen mit Adolf Fischer († 2010) und Karl Berktold (* 13. September 1933 in Oberstdorf, † 3. Juli 2019 ebenda). Ludwig Speiser und Karl Berktold gehörten dem Trio seit der Gründung an. Zusammen mit dem Toni Brutscher Trio gehörte das Trettach-Trio zu den Pionieren in der Allgäuer Trio-Musik und war seitdem Vorbild für viele Trios im Landkreis Oberallgäu. In der letzten aktuellen Besetzung bestand das Trettach-Trio aus Ludwig Speiser (Ziehharmonika), Ignaz Hehl (Gitarre) und Karl Berktold (Bassgeige).
Durch zahlreiche Auftritte in Rundfunk und Fernsehen wurde das Trettach-Trio einem größeren Publikum bekannt. Einem bundesweiten Publikum wurde das  Trio schließlich durch einen Auftritt am 5. Juli 1975 bei Maria Hellwig in  der Sendung Die Musik kommt bekannt.
Auch noch in der jüngeren Vergangenheit spielte das Trettach-Trio zu festlichen Anlässen, wie beispielsweise der Einweihung des Oberstdorf Hauses.

## Diskografie (Auswahl)
- Das Trettach-Trio grüßt aus dem Allgäu, Single Telefunken
- Zu Dritt geht's besser, Single Telefunken
- Das Trettach-Trio, Single Elite Special
- Original Heimatklaenge aus Oberstdorf (zusammen mit anderen Interpreten) Single
- In Fels und Eis (zusammen mit anderen Interpreten) LP Telefunken 1965
- Kingendes Allgäu (zusammen mit anderen Interpreten) LP Telefunken
- Rund ums Nebelhorn (zusammen mit anderen Interpreten)
- Grüsse vom Nebelhorn (zusammen mit anderen Interpreten) LP Elite Special 1973
- TRETTACH-TRIO singt und jodelt, Single Telefunken
- Herrliches Allgäu (zusammen mit anderen Interpreten) LP Telefunken 1974
- Kusch Du amol uf Oberstdorf, MC Koch Records 1979
- Durch's Trettach-Tal (zusammen mit dem Oberstdorfer Jodler-Duo) CD 1992
- johring - johrüs (zusammen mit dem Jodlerduett Hiesinger/Hehl) CD 2004